# Попова Лідія Іванівна
Попова Лідія Іванівна — український та російський мистецтвознавець. Кандидат мистецтвознавства (1957).

## Життєпис
Народилася 17 лютого 1925 р. в Харкові. Закінчила Московський університет (1947). Автор ряду монографій про українських художників, сценаріїв фільмів: «Зустріч із собою», «Харків Леся Сердюка» (1995). З 1982 р. живе у Москві.
Була членом Спілки художників України.